# Брюэр, Мадлен
Мадле́н Брю́эр (англ. Madeline Brewer, род. 1 мая 1992, Питман) — американская актриса. Наиболее известна по ролям в телесериалах Netflix «Оранжевый — хит сезона» и «Хемлок Гроув». В 2010 году выиграла конкурс красоты, став «Мисс Питман». В 2016 году она появилась в эпизоде «Люди против огня» телесериала «Чёрное зеркало».

## Биография
Брюэр окончила Американскую музыкальную и драматическую академию в Нью-Йорке.

## Фильмография
| Год       |   | Русское название       | Оригинальное название   | Роль                           |
| --------- | - | ---------------------- | ----------------------- | ------------------------------ |
| 2013      | с | Оранжевый — хит сезона | Orange Is the New Black | Триша Миллер                   |
| 2014—2015 | с | Хемлок Гроув           | Hemlock Grove           | Миранда Кейтс                  |
| 2014      | с | Сталкер                | Stalker                 | Клаудия Бёрк                   |
| 2015—2016 | с | Гримм                  | Grimm                   | Билли Трамп                    |
| 2016      | с | Чёрное зеркало         | Black Mirror            | Рэймен / «Охотница»            |
| 2016      | с | Удалённые              | The Deleted             | Агата                          |
| 2017      | ф |                        | Flesh and Blood         | неизвестно                     |
| 2017—2025 | с | Рассказ служанки       | The Handmaid’s Tale     | Джанин / Уорренова / Дэниелова |
| 2017      | ф | Ёжик                   | Hedgehog                | Эли                            |
| 2018      | ф | Веб-камера             | Cam                     | Элис/Лола                      |
| 2018      | ф | Химера                 | Braid                   | Дафна                          |
| 2019      | ф | Битва за Землю         | Captive State           | Рула                           |
| 2019      | ф | Стриптизёрши           | Hustlers                | Дон                            |
| 2021      | ф | Разлука                | Separation              | Саманта                        |
| 2025      | с | Ты                     | You                     | Бронте                         |